# Conó (fill de Timoteu)
Conó (en llatí Conon, en grec antic Κόνων) fou un polític atenenc, fill de Timoteu i net de Conó l'almirall.
Timoteu, el seu pare, per una denúncia després d'una batalla que els atenencs havien perdut i de la que era un dels quatre generals, va ser enjudiciat i condemnat a pagar una multa de 100 talents. Se'l va acusar d'haver rebut suborns de Quios i Rodes i sembla que va confessar que era cert. Al morir el pare, 9/10 parts dels diners que devia, li van ser perdonades, i la resta, ja que havia heretat el deute, les va pagar Conó sufragant la restauració de la Muralla llarga del Pireu. El van enviar al Pireu junt amb Clearc i Foció quan Nicànor de Macedònia es va apoderar del port l'any 318 aC, segons explica Diodor de Sicília.